# Doornstaartskink
De doornstaartskink (Egernia stokesii) is een hagedis uit de familie skinken (Scincidae).

## Uiterlijke kenmerken
De lichaamslengte verschilt enigszins per ondersoort en varieert van ongeveer 8 centimeter tot iets meer dan 19 cm exclusief de staart. De totale lichaamslengte is ongeveer 27 centimeter. De doornstaartskink is makkelijk te herkennen aan het ronde lichaam en de scherpe stekels boven op de rug en de staart. Zowel het lichaam als met name de staart zijn duidelijk afgeplat.
De staart van de skink is zeer kort en bezet met doornige stekels. Op iedere dorsale schub zijn twee uit elkaar staande doorns aanwezig. De staartschubben hebben elk een enkele, maar zeer lange stekel. De kop is stomp en breed maar niet groot en de poten zijn kort en dun. Juveniele exemplaren hebben een bandering over het gehele lijf met een groenbruine en een iets donkerdere kleur. Bij oudere dieren vervaagt deze tekening en wordt minder intens van kleur en heel oude dieren zijn meestal zwart, soms komen ook exemplaren voor met vlekken aan de bovenzijde. De lichtere en afwisselend donkere vlekken zijn in onregelmatige lengterijen gelegen.

## Verspreiding en habitat
De skink komt voor in een strook van de westkust van Australië boven de stad Perth die dwars door de Grote Victoriawoestijn loopt tot in New South Wales. De habitat bestaat uit droge bergstreken met rotsachtige heuvels zodat de skink de omgeving goed in de gaten kan houden.

## Voortplanting en ontwikkeling
Bij de doornstaartskink is monogamie waargenomen, dat zelden voorkomt bij reptielen. De doornstaartskink is eierlevendbarend, er worden dus geen eieren afgezet maar de ongeveer vijf juvenielen komen levend ter wereld. De moederdieren zorgen enige tijd voor hun jongen, ze herkennen elkaar aan de lichaamsgeur door middel van tongelen.
De jongen zijn als ze net geboren worden erg kwetsbaar. Doordat ze beschermd worden door de ouderdieren hebben ze een grotere overlevingskans. De doornstaartskink kan een leeftijd bereiken van dertig jaar.

## Levenswijze

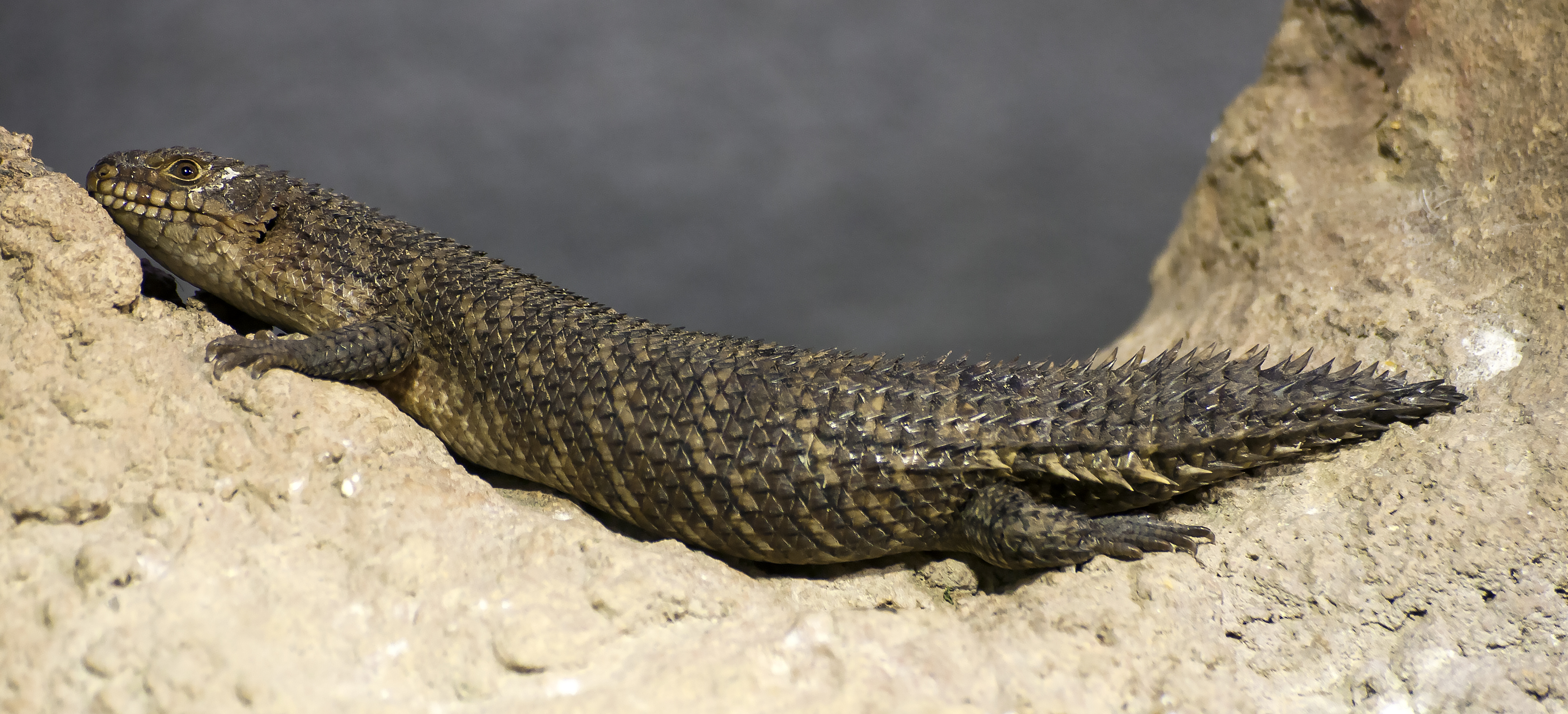
Exemplaar uit de London Zoo.

De doornstaartskink leeft in groepen en is erg honkvast; zelfs tijdens het zonnen doen de dieren dat in de buurt van het hol waar 's nachts in gerust wordt. Ieder exemplaar heeft een vaste stek maar de verschillende dieren binnen de kolonie gebruiken dezelfde plek om zich te ontlasten.
De hagedis is een typische bodembewoner die jaagt op insecten. Ook grotere prooidieren zoals hagedissen worden buitgemaakt en daarnaast worden plantendelen gegeten. Tegen het eind van de zomer, als er weinig prooien meer zijn, schakelt de doornstaartskink over op plantaardig voedsel maar als de kans zich voordoet wordt actief op dieren gejaagd.
Bij gevaar vlucht de skink zijn hol in waarbij de staart de opening van de schuilplaats afsluit en het vrijwel onmogelijk is de skink uit zijn hol te trekken. De staart wordt bij acuut gevaar in de richting van de vijand geheven om deze af te weren.
De doornstaartskink wordt wel in gevangenschap gehouden in een terrarium door zowel dierentuinen als particulieren. De skink went snel aan de omstandigheden en staat bekend als een soort die eenvoudig in leven te houden is.

## Taxonomie
De doornstaartskink werd oorspronkelijk beschreven als Silubosaurus stokesii door John Edward Gray in 1848. Het geslacht Silubosaurus wordt echter niet meer erkend. De wetenschappelijke soortnaam stokesii is een eerbetoon aan de Britse admiraal die werkte op het zeilschip HMS Beagle ten tijde van de reizen van Charles Darwin.

### Ondersoorten
Er worden vier ondersoorten onderscheiden die zowel verschillen in uiterlijk als verspreidingsgebied.
| Naam                      | Auteur       | Verspreidingsgebied                                   |
| ------------------------- | ------------ | ----------------------------------------------------- |
| Egernia stokesii aethiops | Storr, 1978  | Australië (West-Australië (Baudin Island, Shark Bay)) |
| Egernia stokesii badia    | Storr, 1978  | Australië (West-Australië)                            |
| Egernia stokesii stokesii | Gray, 1845   | Australië (West-Australië)                            |
| Egernia stokesii zellingi | De Vis, 1884 | Australië (Queensland)                                |